# 인제대역
인제대(활천)역(Inje University (Hwalcheon) station, 仁濟大(活川)驛)은 경상남도 김해시 삼정동에 위치한 부산-김해경전철의 역이다.

## 특징
개통 초기 김해시청이 활천역.인제대입구로 역명 변경을 추진하였으나 무산되었다.
이 역에서 인제대학교는 2.4 km 떨어져 있어 접근성이 떨어지는 편이지만, 이 역에서 인제대학교까지 시내버스와의 연계는 2번, 2-1번, 7번 노선 등으로 가능하다.

### 승강장
2면 2선 상대식 승강장으로 운영되며,승강장에는 스크린도어가 설치되어 있다.
| 김해대학↑ |
| \| 상     |
| ↓김해시청 |

| 상행 | ● 부산-김해 경전철 | 사상 방면   |
| 하행 | ● 부산-김해 경전철 | 가야대 방면 |

## 역 주변
- 인제대학교 김해캠퍼스
- 김해소방서
- 활천동 행정복지센터
- 메가마트 김해점
- 남해고속도로 동김해 나들목

## 인접한 역
| 부산-김해경전철       | 부산-김해경전철    | 부산-김해경전철         |
| --------------------- | ------------------ | ----------------------- |
| 12 김해대학 사상 방면 | ● 부산-김해 경전철 | 14 김해시청 가야대 방면 |